# Isoperla sordida
Isoperla sordida är en bäcksländeart som beskrevs av Banks 1906. Isoperla sordida ingår i släktet Isoperla och familjen rovbäcksländor. Inga underarter finns listade i Catalogue of Life.